# Staatsakt (Label)
Staatsakt ist ein deutsches Musiklabel, das seinen Firmensitz im Berliner Ortsteil Prenzlauer Berg hat.

## Geschichte
Das Musiklabel wurde 2003 von Gunther Osburg und Maurice Summen gegründet. Ursprünglich sollte es nur zur Veröffentlichung ihrer eigenen Band Die Türen dienen, erweiterte aber schnell den Wirkungskreis. Gunther Osburg verließ das Label Anfang 2009, um sich anderen Aufgaben zu widmen; fortan wurde das Label von Maurice Summen allein geführt. Es hat sich in nur wenigen Jahren zu einem der umtriebigsten und experimentierfreudigsten unabhängigen Musiklabels der Bundesrepublik Deutschland entwickelt. Gegenwärtig zählen – neben der Haus- und Hofband Die Türen nebst ihrer Inkarnation Der Mann – Künstler wie Bonaparte, Ja, Panik, Andreas Dorau, Jens Friebe, Mediengruppe Telekommander, Die Sterne, Jacques Palminger, Viktor Marek, Erobique, Christiane Rösinger, Chuckamuck, Locas in Love, Isolation Berlin, Stephan Sulke, Albrecht Schrader, Der Ringer, International Music oder Driver & Driver (Chris Imler & Patric Catani) zur Labelfamilie.
Im Juli 2011 gaben Staatsakt und das Hamburger Label Audiolith die Fusion beider Labels bekannt. Zunächst sollten nur einzelne Veröffentlichungen auf dem gemeinsamen Label Audioakt erscheinen und beide Labels noch parallel weiterbestehen. Bisher ist nur das Album Die Elite der Nächstenliebe der Mediengruppe Telekommander auf Audioakt erschienen.
Zusammen mit Rapid Eye Movies in Köln gründete man im Jahr 2015 als Joint-Venture das Sublabel Fun in the church. „Outernational Music For Interplanetary People“ lautet das Label-Motto. Veröffentlicht wird hier Musik aus den Sparten Jazz, World, Adolut-Orientated Pop sowie Soundtracks.
Die erste Veröffentlichung war die Single der philippinischen Band Bing Austra & The Flipping Soul Stompers mit dem Titel „Ruined Heart“ aus dem gleichnamigen Film.
Mit Veröffentlichungen von Bonaparte, Ja, Panik, Dieter Meier, Die Sterne, Isolation Berlin, Andreas Dorau, Christiane Rösinger, Masha Qrella, International Music oder Locas In Love konnte Staatsakt einige seiner Veröffentlichungen in den deutschen, österreichischen und/oder schweizerischen Albumcharts platzieren.
Im Januar 2017 holte Maurice Summen zwei Mitstreiter in das nun als GmbH firmierende Unternehmen. Als Gesellschafter der neugegründeten Staatsakt Rec. GmbH treten nunmehr Sebastian Pobot (über dessen Beteiligungsgesellschaft), Markus Göres (Rewika Promotion) und Maurice Summen auf. Letzterer bleibt alleiniger Geschäftsführer der Gesellschaft. Markus Göres, der außerdem auch für Mute, Grönland Records und andere Labels tätig ist, fungiert weiterhin als PR-Chef bei Staatsakt, und Sebastian Pobot, der auch den Hörspielverlag Maritim übernahm, zeichnet verantwortlich für die Bereiche Vertrieb und Controlling.
Seit dem 1. Juni 2019 wird Staatsakt digital von Zebralution und physisch von Bertus vertrieben.

## Veröffentlichungen
Weitere Tonträger:
- Stereo Total – Cactus versus Brezel, Les Hormones
- Mittekill – All But Bored, Weak and Old
- Carsten Meyer („Erobique“) – Keil Stounci A Paris
- VA – For Promotional Use Only Vol.2 (International Pony, Schneider TM, Studio Braun etc.)
- Mutter – Das ganze Spektrum des Nichts
- Cockbirds – Superdanke
- The Say Highs – The Bark Is the Song of the Dog
- Good Heart Boutique – Fantastic Fan
- Glacier (Rick McPhail/Tocotronic) – A Sunny Place for Shady People
- Ragazzi – Lumber
- Till the Morninglight – Leave Your Home
- Frank Spilker Gruppe – Mit all den Leuten
- Mediengruppe Telekommander – Einer muss in Führung gehen, Die Elite der Nächstenliebe
- Erobique & Jacques Palminger – Songs for Joy
- Chuckamuck – Autofahrn (EP)
- La Stampa – Pictures Never Stop
- Jacques Palminger & The Kings of Dub Rock – Lied für Alle
- Pudel Produkte 11 (Viktor Marek, Ed Keylocko, Move D, Benjamin Brunn)
- Hans Unstern – Kratz dich Raus
- Schätzmeister – The Wurst and the Money
- Pudel Produkte 12 (Die Goldenen Zitronen, (Monolake Remix), Gustav, School of Zuversicht u. a.)
- Erobique, Jacques Palminger, Shaggy Sharoof – Totaler Spinner (12")
- Christiane Rösinger – Songs of L. and Hate
- Trip Fontaine – Lambada
- VA – Operation Pudel 2010 (DoCD)
- Driver & Driver (Patric Catani & Chris Imler) – We Are the World
- Chuckamuck – Wild for Adventure
- Jason Forrest – The Everything
- Andreas Dorau – Todesmelodien
- Locas in Love – Lemming, NEIN!, Use Your Illusion 3&4, Kalender, Saurus X
- Zwanie Jonson – I’m a Sunshine
- Jolly Goods – Walrus
- TV Buddhas – Hello to Loneliness (7")
- Pudel Produkte 15 (DJ Koze, Zwanie Jonson…)
- Viktor Marek & Booty Carrell – Check the Horse (7")
- Isolation Berlin – Und aus den Wolken tropft die Zeit (Download / 12" Vinyl-LP / CD)
- Isolation Berlin & Der Ringer – Ich gehör nur mir allein (Download / 12" Vinyl-LP)
- Nicolas Sturm – Angst Angst Overkill
- Friends of Gas – Fatal schwach (Download / 12" Vinyl-LP / CD)
- Der Ringer – Soft Kill (Download / 12" Vinyl-LP / CD)